# رینشو-این

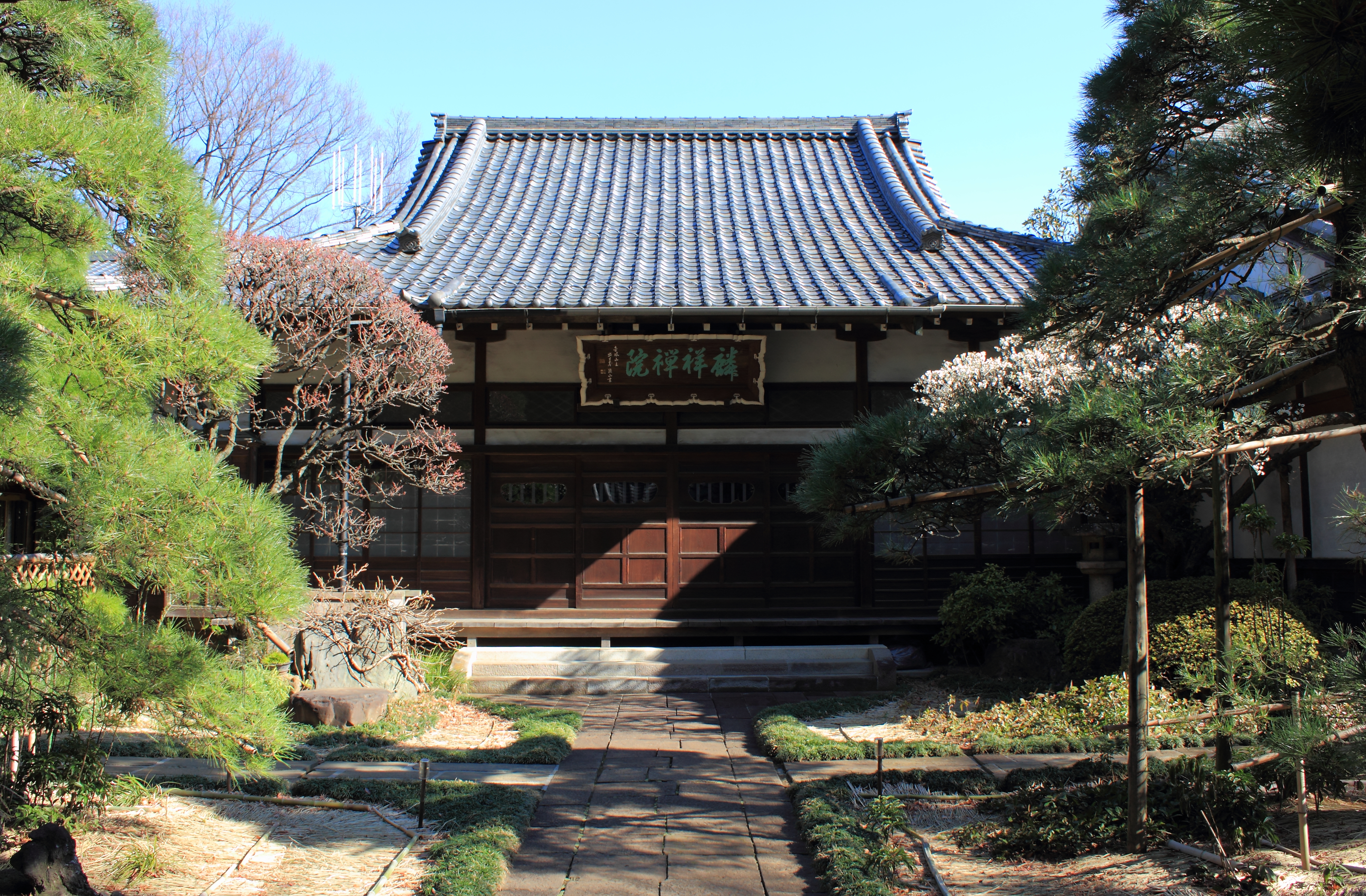
رینشو-این

رینشو-این (به ژاپنی: 麟祥院 りんしょういん); معبدی از فرقه معبد میوشین از فرقه رینزای واقع در بونکیو-کو، توکیو در توکیو است. این معبد خانوادگی کاسوگا نو تسوبونه است که به عنوان ندیمه توکوگاوا ایه‌میتسو شناخته می‌شود.